# 金谷郵便局
金谷郵便局（かなやゆうびんきょく）
- 静岡県島田市にある郵便局。本記事にて記述する。
- 千葉県富津市にある郵便局。局番号は05114。
- 京都府福知山市にある郵便局。局番号は44343。

金谷郵便局（かなやゆうびんきょく）は静岡県島田市にある郵便局。民営化前の分類では集配普通郵便局であった。

## 概要
住所：〒428-8799 静岡県島田市金谷代官町3392
1871年（明治4年）の郵便制度発足にあたり東海道の各宿場に設けられた郵便取扱所を前身とする、日本で最も歴史ある郵便局の一つである。以降現在に至るまで、金谷地区の郵便事業の中心的な役割を果たし続けている。

## 沿革
- 1871年4月20日（明治4年3月1日） - 日本の近代郵便制度の創設とともに金谷郵便取扱所として開設[1]。
- 1873年（明治6年） - 金谷郵便役所となる。
- 1875年（明治8年）1月1日 - 金谷郵便局（四等）となる。
- 1880年（明治13年） - 貯金取扱を開始。
- 1883年（明治16年）6月16日 - 為替取扱を開始。
- 1889年（明治22年）4月16日 - 金谷郵便電信局となる。
- 1903年（明治36年）4月1日 - 通信官署官制の施行に伴い金谷郵便局となる。
- 1949年（昭和24年）7月16日 - 特定郵便局から普通郵便局に局種別改定[2]。同日、電気通信業務の取扱を、新設の金谷電報電話局に移管[3]。
- 1952年（昭和27年）5月 - 局舎新築落成。
- 1956年（昭和31年）9月21日 - 電話通話および和文電報受付事務の取扱を開始。
- 1977年（昭和52年）2月 - 局舎新築落成。
- 1999年（平成11年） - 外国通貨の両替および旅行小切手の売買に関する業務取扱を開始。
- 2007年（平成19年）10月1日 - 民営化に伴い、併設された郵便事業金谷支店に一部業務を移管。
- 2012年（平成24年）10月1日 - 日本郵便株式会社発足に伴い、郵便事業金谷支店を金谷郵便局に統合。

## 取扱内容
- 郵便、印紙、ゆうパック、内容証明
- 貯金、為替、振替、振込、国際送金、国債、投資信託
- 生命保険、バイク自賠責保険、自動車保険
- ゆうちょ銀行ATM
- 「428-00xx」区域（島田市（旧榛原郡金谷町域））の集配業務
- ゆうゆう窓口

## 風景印
- 図案は富士山遠景・茶畑内を走る大井川鉄道SL・茶摘み女。局名表記は「金谷」
- 使用開始日は1998年（平成10年）5月1日

## 周辺
- 島田市役所 金谷庁舎
- 島田市金谷図書館
- 第一三共プロファーマ 静岡工場
- 島田市立金谷中学校
- 大井川

## アクセス
- 大井川鐵道大井川本線 代官町駅から南へ約400m（徒歩約5分）
- 島田市コミュニティバス大代線「金谷庁舎前」停留所下車すぐ。（年末年始は運休。）
- 東名高速道路 相良牧之原ICから北へ約10km
- 島田金谷バイパス大代ICから南東へ約600m
- 国道473号沿い
- 駐車場あり：11台